# Strada dei Francolini
La strada dei Francolini, denominata come strada provinciale 143 dei Francolini nella provincia di Trento o strada provinciale 92 dei Francolini nella provincia di Vicenza, è una strada provinciale di importanza interregionale. La strada percorre l'omonimo altopiano ed il Passo Coe, ovvero quest'ultimo un valico alpino che mette in comunicazione le province di Trento e Vicenza.
Con una lunghezza complessiva di 17,312 chilometri (9,558 km in provincia di Trento e 7,754 km in quella Vicentina), collega l'Altopiano di Folgaria con la Val d'Astico.

## Percorso
La strada inizia a Folgaria staccandosi dalla strada statale 350 di Folgaria e Val d'Astico per poi procedere in direzione sud-est inoltrandosi nell'Altopiano dei Francolini, attraversando il centro abitato della località Erspameri (Folgaria).
Successivamente la strada incontra le località di Fondo Grande (dove è presente un bivio per la SP 143 dir), Fondo Piccolo, Passo Coe (dove è presente il confine provinciale ed il conseguente cambio nome), Malga Zonta, Sella Valbona ed infine la località Restele (comune di Laghi) dove la strada termina innestandosi sulla SP 64 dei Fiorentini nei pressi del Passo della Vena.

## SP 143 dei Francolini diramazione Fondo Grande
La strada provinciale 143 dir dei Francolini diramazione Fondo Grande (SP 143 dir) è una ramificazione della SP 143 che dalla strada stessa (al km 2,900) arriva fino al centro della località Fondo Grande (Folgaria) in provincia di Trento. La strada ha una lunghezza di 0,455 chilometri.

## Pericolosità della strada
La strada è molto frequentata soprattutto da ciclisti ed escursionisti e per questo motivo nel tratto gestito dalla Provincia di Trento sono presenti dei cartelli speciali per avvisare gli automobilisti di "rispettare il ciclista" mantenendo quindi una distanza di sicurezza ragionevole ed evitare manovre pericolose.
Inoltre durante il periodo invernale la strada viene spesso chiusa al traffico in entrambe le direzioni data la pericolosità della neve in ambe le province.